# Bothriocephalus scorpii
Bothriocephalus scorpii är en plattmaskart som först beskrevs av Otto Friedrich Müller 1776. Bothriocephalus scorpii ingår i släktet Bothriocephalus och familjen Bothriocephalidae. Arten är reproducerande i Sverige. Inga underarter finns listade i Catalogue of Life.